# North Apollo
North Apollo est un borough situé dans le comté d’Armstrong, dans le Commonwealth de Pennsylvanie, aux États-Unis. Lors du recensement de 2010, il comptait 1 297 habitants.

## Source
- (en) Cet article est partiellement ou en totalité issu de l’article de Wikipédia en anglais intitulé « North Apollo, Pennsylvania » (voir la liste des auteurs).